# Pablo Tobar Gonzáles
Pablo Tobar Gonzáles CM (* 2. März 1896 in Tardajos, Spanien; † 18. April 1971 in Cuttack, Indien) war ein spanischer Ordensgeistlicher und römisch-katholischer Bischof von Cuttack.

## Leben
Pablo Tobar Gonzáles trat der Gesellschaft apostolischen Lebens der Lazaristen bei und empfing am 10. Juli 1921 das Sakrament der Priesterweihe.
Am 10. März 1949 wurde er zum Bischof von Cuttack ernannt. Die Bischofsweihe spendete ihm am 29. Juni desselben Jahres in Madrid der Alterzbischof von Lima, Emilio y Chávez CM; Mitkonsekratoren waren der Weihbischof in Toledo, Eduardo Martinez González, und der Weihbischof in Madrid, Casimiro Morcillo González.
Zwischen 1962 und 1965 nahm Pablo Tobar Gonzáles als Konzilsvater an allen vier Sitzungsperioden des Zweiten Vatikanischen Konzils teil. Das Amt des Bischofs von Cuttack bekleidete er bis zu seinem Tod am 18. April 1971.